# North Middletown (Kentucky)
North Middletown es una ciudad ubicada en el condado de Bourbon en el estado estadounidense de Kentucky. En el Censo de 2010 tenía una población de 643 habitantes y una densidad poblacional de 745,54 personas por km².

## Geografía
North Middletown se encuentra ubicada en las coordenadas 38°8′33″N 84°6′37″O / 38.14250, -84.11028. Según la Oficina del Censo de los Estados Unidos, North Middletown tiene una superficie total de 0.86 km², de la cual 0.86 km² corresponden a tierra firme y (0%) 0 km² es agua.

## Demografía
Según el censo de 2010, había 643 personas residiendo en North Middletown. La densidad de población era de 745,54 hab./km². De los 643 habitantes, North Middletown estaba compuesto por el 92.85% blancos, el 2.95% eran afroamericanos, el 0.31% eran amerindios, el 0% eran asiáticos, el 0% eran isleños del Pacífico, el 2.64% eran de otras razas y el 1.24% pertenecían a dos o más razas. Del total de la población el 5.29% eran hispanos o latinos de cualquier raza.